# Anita Stenberg
Gunnel Anita Stenberg, född 25 oktober 1930 i Annedals församling i Göteborg, död 17 april 2019 i Trelleborg, var en svensk politiker (miljöpartist) och riksdagsledamot och tandläkare.